# Klaus Kinski
Pour les articles homonymes, voir Nakszynski et Kinski.
Klaus Günter Karl Nakszynski, dit Klaus Kinski, est un acteur allemand né le 18 octobre 1926 à Zoppot, dans le territoire de Dantzig (aujourd'hui Sopot en Pologne), et mort le 23 novembre 1991 à Lagunitas en Californie.
Réputé pour son jeu d'acteur très intense et célèbre pour sa personnalité volatile, il a joué dans plus de 130 films pendant une carrière s'étalant sur 40 ans de 1948 à 1988,,. Il est notamment connu pour avoir joué de 1972 à 1987 dans cinq films de Werner Herzog — Aguirre, la colère de Dieu, Nosferatu, fantôme de la nuit, Woyzeck, Fitzcarraldo, et Cobra Verde —, qui racontera plus tard leur relation tumultueuse dans le documentaire Ennemis intimes.
Les rôles de Kinski couvrent plusieurs genres, langues et nationalités, notamment des westerns spaghetti, des films d'horreur, des films de guerre, des drames, et des kriminalfilms d'Edgar Wallace. Sa célébrité grandit grâce à un certain nombre d'efforts créatifs excentriques, y compris un spectacle en solo basé sur la vie de Jésus-Christ, un biopic du violoniste Niccolò Paganini réalisé par lui-même et avec lui-même dans le rôle principal, et plus de vingt albums de spoken word,.
Kinski est sujet à des explosions émotionnelles souvent violentes visant ses réalisateurs et ses collègues acteurs, des problèmes compliqués par des antécédents de troubles psychiques. Herzog le décrit comme « l'un des plus grands acteurs du siècle, mais aussi comme un monstre et une grande peste, ». Il décrit également la technique d'entrée dans le champ de la caméra développée par l'acteur. En effet, plutôt que d'entrer directement devant l'objectif, il préfère se positionner sur le côté de la caméra et se dévoiler progressivement à l'image en pivotant sur lui-même, ce qui apporte une tension mystérieuse. Dans son autobiographie, Herzog nomme cette technique la « spirale de Kinski ».
Après sa mort, ses filles Pola, et Nastassja,, elles-mêmes actrices, l'accusent d'abus physiques et sexuels. Sa notoriété et sa production prolifique se sont développées en un culte, et une réputation d'icône populaire.

## Biographie

### Jeunesse et Seconde Guerre mondiale

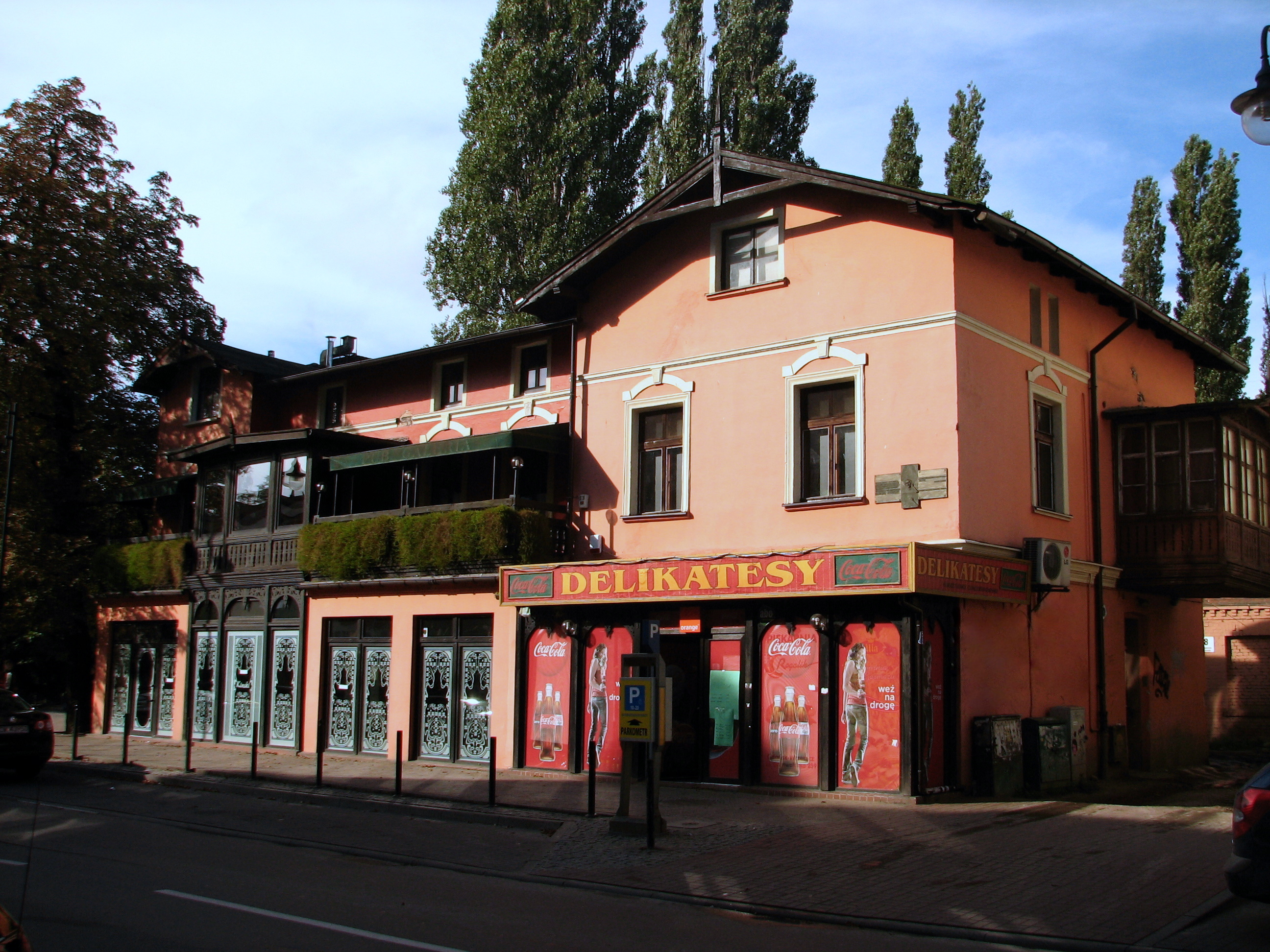
Maison natale de Klaus Kinski à Zoppot (aujourd'hui Sopot en Pologne).

Klaus Günter Karl Nakszynski naît le 18 octobre 1926 à Zoppot près de Dantzig (aujourd'hui Sopot en Pologne). Il est le fils de Bruno Nakszyński (1872-1945), pharmacien, et de son épouse Susanne Eva Nakszyński (1898-1945), née Lutze, infirmière. Il est le plus jeune de quatre enfants, après Inge, Arne et Hans-Joachim, surnommé « Achim ». En 1930, sa famille déménage à Berlin où elle réside d'abord dans une « maison berlinoise » (Berliner Haus, immeuble de rapport typique de la ville).
Selon Kinski, l'appartement où il vit avec sa famille était dans un état d'hygiène déplorable, infestée de cafards, de punaises et de rats, et dépourvue de salle de bain ou de toilettes propres. Après avoir été expulsés pour loyers impayés, la famille emménage dans un appartement au 3 Wartburgstraße à Berlin-Schöneberg,.
Kinski affirme avoir dû gagner sa vie dès l'école, travaillant comme cireur de chaussures, garçon de courses et laveur de cadavres, bien que ces affirmations ne soient pas vérifiées. Il prétend aussi s'être adonné au vol, notamment de nourriture et de bijoux, durant son enfance . Cependant, ses frères aînés contestent ses dires sur la pauvreté familiale, décrivant plutôt une famille « de classe moyenne » où Klaus était « particulièrement entouré d'attention ».
Quoi qu'il en soit, le fait est que le jeune Kinski fréquente le Prinz-Heinrichs-Gymnasium (de) avant d'interrompre sa scolarité à cause de la Seconde Guerre mondiale. Il est en effet enrôlé en 1944, à l'âge de 17 ans, dans une unité de parachutistes de la Wehrmacht. Dans ses mémoires, il écrit : « Quand je lis l'ordre d'affectation, je pleure. [...] Je ne veux ni tuer ni être tué ». Sur le front de l'Ouest aux Pays-Bas, il est capturé par les Britanniques et devient prisonnier de guerre. Bien que les circonstances exactes de sa capture ne soient pas entièrement claires, celle-ci a probablement eu lieu le 14 novembre 1944 près de Helmond par la 2e armée britannique. Dans ses écrits, Kinski affirme avoir déserté fin octobre 1944, mais avoir été capturé et condamné à mort pour désertion. Il raconte avoir offert des rapports anaux au soldat chargé de sa surveillance, qui s'est révélé être homosexuel, puis l'avoir assommé pour s'enfuir à nouveau. Il se cache sans arme dans un trou, où il est d'abord grièvement blessé puis capturé par des soldats britanniques ou canadiens . Souffrant de deux blessures par balle à l'épaule et au bras, il passe ensuite 14 semaines dans un hôpital militaire.
En février ou mars 1945, Kinski est transféré d'un camp en Allemagne vers le « Camp 186 » à Berechurch Hall, près de Colchester, dans l'Essex. C'est là qu'il joue, le 11 octobre 1945, son premier rôle théâtral dans la pièce grotesque (en) Pech und Schwefel (lit. « Poix et soufre », mais qui se traduirait plutôt en français par « Comme cul et chemise ») sur la scène provisoire du camp, dirigée par l'acteur et metteur en scène Hans Buehl. Lors des représentations suivantes, il interprète régulièrement des rôles féminins. Après avoir frappé un autre acteur après une répétition, il est contraint de quitter le groupe et rejoint une troupe de cabaret au sein du camp.
Au printemps 1946, il fait partie des derniers prisonniers à être renvoyés en Allemagne occupée. Selon son propre récit, il passe d'abord six semaines « sauvages » à Heidelberg avec une prostituée de seize ans qu'il a rencontrée dans le train, mais qu'il quitte pour aller travailler dans des théâtres à Tübingen et Baden-Baden, où il apprend la mort de sa mère lors d'un raid aérien sur Berlin. Plus tard, il découvre que son père est mort de maladie et a été enterré dans un camp de prisonniers de guerre à Marienbad en Tchécoslovaquie. À l'automne, il se rend illégalement à Berlin.

### Début de carrière
À partir de 1946, bien que n'ayant pas reçu de formation classique, Kinski travaille comme acteur dans des théâtres berlinois de renom, d'abord au Schlosspark Theater dirigé par Boleslaw Barlog. Après avoir brisé les vitres du théâtre dans un accès de colère, Barlog le renvoie. Devenu chômeur, Kinski suit brièvement les cours de l'école de théâtre de Marlise Ludwig (de), où il répète des scènes de Roméo et Juliette de William Shakespeare avec Harald Juhnke (de), entre autres. C'est à cette époque qu'il adopte le pseudonyme de « Klaus Kinski ». Le public berlinois le découvre en 1947 dans deux pièces de Jean Cocteau : La Machine à écrire, puis La Voix humaine, un long monologue dans lequel il incarne le rôle d'une femme désespérée, et dont la représentation fait scandale[réf. nécessaire]. Cette même année, il effectue un essai pour Roberto Rossellini qui prépare son film Allemagne année zéro. Un contrat au théâtre l'empêchera de se libérer pour le tournage[réf. nécessaire].
Dans sa vie privée, Kinski entretient des relations avec des milieux interlopes berlinois. Il vit temporairement chez le metteur en scène, peintre et scénographe Eduard Matzig, dans la colonie d'artistes de Berlin (de), au Laubenheimer Platz. Il obtient son premier rôle au cinéma dans Morituri, tourné entre septembre 1947 et janvier 1948. Le film, produit par Artur Brauner et réalisé par Eugen York, raconte l'histoire de prisonniers évadés de camps de concentration qui se cachent des Allemands. Le film est controversé ; il reçoit des lettres de menace et un cinéma de Hambourg est détruit.

### Années 1950
En 1950, Kinski passe trois jours en traitement psychiatrique à la clinique Karl-Bonhoeffer (de) de Berlin après avoir harcelé et agressé physiquement une médecin de sa connaissance et tenté de se suicider avec des médicaments. Cela devient connu en 2008 grâce à la publication controversée d'un dossier médical découvert cette année-là, soulevant des questions sur la protection des données. La veuve de Klaus Kinski, Minhoï Loanic, porte plainte contre les Archives nationales de Berlin (de), le groupe hospitalier Vivantes (de) et « toutes les autres personnes concernées » après la publication. Le parquet classe l'affaire sans suite, invoquant une « erreur sur l'interdiction (de) ».
Kinski réside dans une pension d'Elisabethstraße à Munich, où le jeune Werner Herzog, qui deviendra plus tard un réalisateur avec lequel Kinski aura une étroite collaboration artistique, occupe également une chambre. Herzog décrit Kinski comme déjà marqué par des manières excentriques à cette époque[réf. nécessaire].
Après avoir commencé au cinéma en 1948, il reprend une vie de théâtre et de vagabondages en France et en Allemagne avant de reprendre le cinéma dans de nombreux seconds rôles, particulièrement dans les films de guerre et les thrillers. Il apparaît notamment en soldat pleurnichant dans le film américain Le Traître en 1951, en artiste de cabaret dans La Peur (1954) de Roberto Rossellini, et incarne le prince Otto dans Louis II de Bavière en 1955 sous la direction de Helmut Käutner.
À partir de 1952, Kinski se fait connaître d'un public toujours plus large dans le cadre de « spectacles itinérants en solo » (Ein-Mann-Wanderbühne (de)) à Berlin, Munich et Vienne. Il récite sur de petites scènes et, vers 1960, au Sportpalast de Berlin, une grande salle, des œuvres d'Arthur Rimbaud, François Villon, Friedrich Nietzsche, Kurt Tucholsky et le Nouveau Testament. De plus, il entre en contact avec des personnalités comme Bertolt Brecht et le metteur en scène de théâtre Fritz Kortner. En 1955, Kinski provoque un accident de voiture et est également impliqué dans un accident de bateau sur le lac de Starnberg. Des procédures judiciaires et des sanctions s'ensuivent, dont les conséquences financières pèsent sur l'acteur pendant des années.
Durant l'été 1955, Kinski tourne à Vienne le film Sarajevo avec l'actrice autrichienne Erika Remberg. Ils tombent amoureux pendant le tournage et forment un couple pendant un temps. Un scandale très médiatisé éclate lorsque Kinski et Remberg s'embrassent devant une piscine en plein air de Munich. Sa carrière subit un contretemps pendant cette période, et il tente de se suicider à deux reprises[réf. nécessaire]. En 1957, il participe au film de Douglas Sirk, tourné en Allemagne, Le Temps d'aimer et le Temps de mourir, où il incarne un lieutenant nazi.

### Années 1960
La fin de la décennie 1950 constitue un tournant décisif avec le début de la série allemande des adaptations des romans d'Edgar Wallace en 1959. Cette série, produite par le tandem Wendlandt-Philipsen pour Rialto Film, débute avec Der Frosch mit der Maske (La Grenouille attaque Scotland Yard) et durera jusqu'en 1972 avec 32 opus au total. Kinski participera à de très nombreux épisodes : Le Vengeur défie Scotland Yard (un scénariste décapité) ; Les Mystères de Londres (un tueur aveugle) ; Le Narcisse jaune intrigue Scotland Yard (un barman) ; L'Étrange Comtesse (un déséquilibré) ; L'Orchidée rouge (un gangster) ; La Porte aux sept serrures (un filou) ; Le Requin harponne Scotland Yard (un policier camouflé en marchand) ; L'Énigme du serpent noir (un gardien d'animaux) ; Le Crapaud masqué (un abbé « mauvais ») ; Le Foulard indien ; Mabuse attaque Scotland Yard (un tueur) ; La Serrure aux treize secrets ; Neues vom Hexer (un domestique) ; La Main de l'épouvante ; Liz et Helen. Ces kriminalfilms allemands des œuvres d'Edgar Wallace rencontrent un succès considérable et établissent la réputation de Kinski dans le genre du thriller criminel. Au total, l'acteur participera à 17 films de cette série, ce qui en fait l'un des interprètes les plus réguliers de ces adaptations.

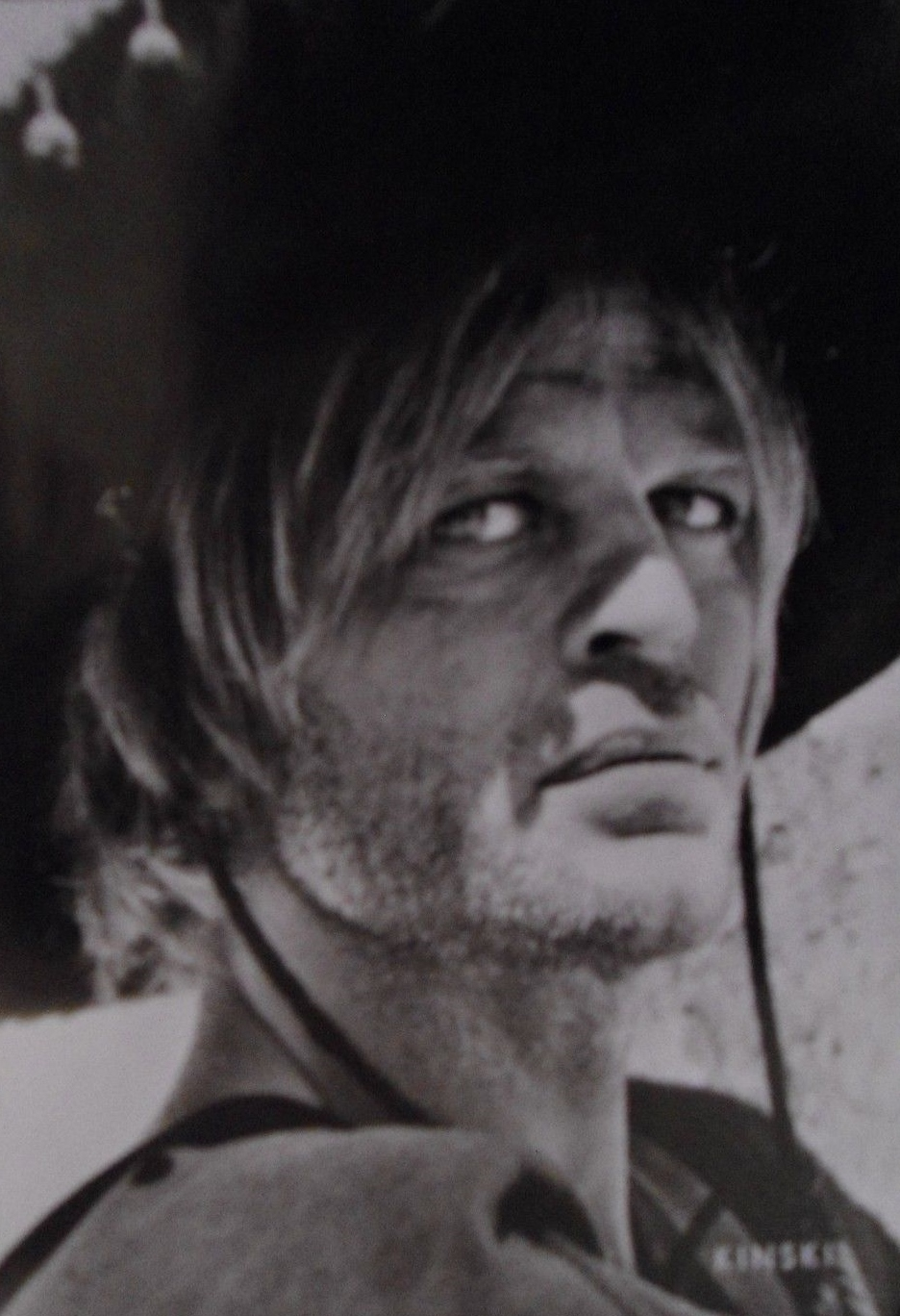
Kinski dans Et pour quelques dollars de plus en 1965.

Son premier film comme vedette sera Der rote Rausch en 1962. Il fait ses débuts dans le genre western en 1963 avec La Chevauchée vers Santa Cruz et participe également au film Le Trésor des montagnes bleues, un autre western allemand de cette période. L'année 1965 constitue un tournant majeur dans sa carrière avec deux participations prestigieuses. Il obtient d'abord un rôle dans le chef-d'œuvre de David Lean Le Docteur Jivago, où il incarne Kostoyed Amourski (non nommé dans le film), un anarchiste cynique et instable prisonnier dans le train qui emmène les personnages vers l'Oural. La même année, il obtient également un rôle marquant dans Et pour quelques dollars de plus de Sergio Leone, où il incarne le membre bossu du gang de l'Indien aux côtés de Clint Eastwood.
Il s'installe à Rome, où il devient une vedette du cinéma de série B, tournant polars, westerns spaghetti, films érotiques, films de guerre, acceptant « les rôles au téléphone sans même lire les scénarios, choisissant toujours celui qui est le mieux payé ». Le lieu de tournage est aussi un critère : Marrakech, Rio, Londres, Téhéran... Il apparaît notamment dans El Chuncho en 1966, Chacun pour soi en 1967, et Le Grand Silence de Sergio Corbucci en 1968 qui est le premier film qui attire sur lui l'attention en France.
Parmi ses autres participations notables de cette période figurent Deux fois traître (1968), Justine ou les Infortunes de la vertu (1968), puis Et le vent apporta la violence en 1970. Il invente une façon particulière d'entrer dans le champ de la caméra en tournant de manière à être de profil puis de face en pivotant sur ses jambes (la caméra ne filmant que son torse, son visage et non ses jambes) et sans que la caméra fasse aucun mouvement : c'est la « spirale de Kinski » (décrite comme telle par Werner Herzog).

### Années 1970
En 1971, Kinski tente une performance scénique controversée et iconoclaste intitulée Jesus Christus Erlöser (« Jésus-Christ Rédempteur ») dans laquelle il incarne une version furieuse et provocatrice de Jésus-Christ. Initialement, dix représentations sont prévues dans toute l'Allemagne de l'Ouest du 20 novembre au 15 décembre, suivis d'une grande tournée mondiale avec cent représentations. Cela marque les premiers spectacles de Kinski depuis sa dernière apparition le 8 décembre 1962 à Vienne. La première a lieu le 20 novembre 1971 à la Deutschlandhalle de Berlin-Ouest devant 5 000 spectateurs. La récitation du texte, un monologue de 30 pages, doit durer environ 90 minutes. Dès les premières minutes, des cris et des moqueries interrompent Kinski, qui répond par des insultes et des réponses directes aux provocateurs. À un moment, il invite un spectateur sur scène, ce qui conduit à une confrontation verbale. Kinski jette finalement le micro et quitte la scène, après avoir menacé d'arrêter le spectacle si les perturbateurs ne sont pas expulsés. De retour sur scène, il tente de reprendre son texte, mais les interruptions continuent. Il quitte de nouveau la scène après des altercations avec des spectateurs et des membres du personnel. Certains spectateurs exigent des excuses pour ses méthodes, tandis que d'autres tentent de le défendre. Malgré les efforts pour continuer, le spectacle est définitivement interrompu après d'autres disputes et interventions de la police. Plus tard dans la nuit, Kinski revient devant un petit groupe de spectateurs et réussit finalement à réciter l'intégralité de son texte sans interruption, recevant des applaudissements à la fin. Après cette première scandaleuse et les gros titres négatifs qui suivent, l'atmosphère est malsaine et la prévente pour les événements ultérieurs est compromise. Dès le 26 novembre, l'organisateur Klaus Berenbrok demande à être libéré de ses obligations et déclare faillite peu de temps après. Une deuxième représentation a lieu le 27 novembre à la Philipshalle (de) de Düsseldorf, qui se déroule apparemment sans perturbations majeures,,.

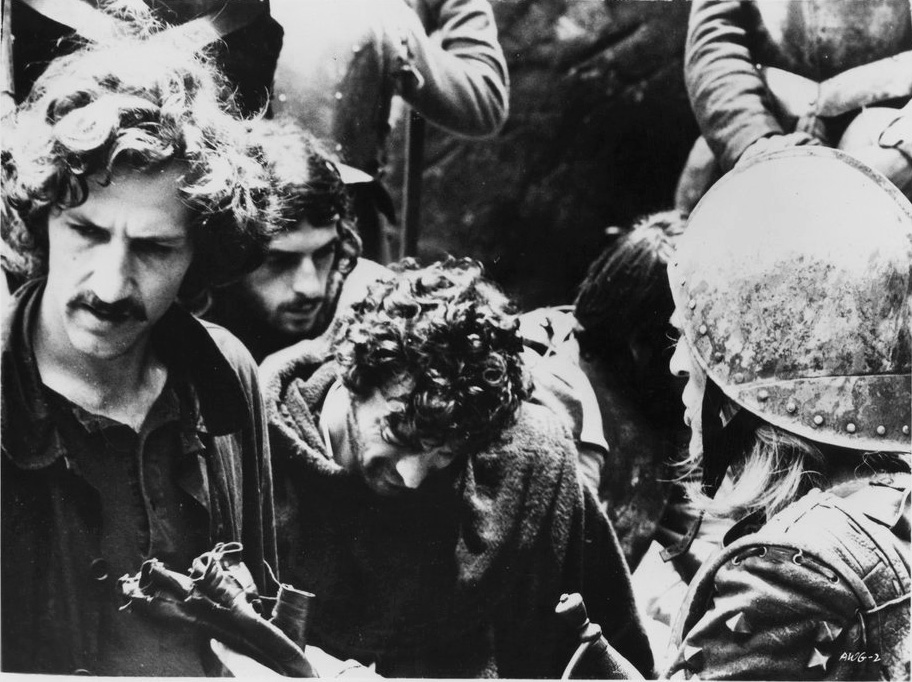
Tournage dAguirre, la colère de Dieu avec Werner Herzog (à gauche) et Kinski (à droite, de dos).

En 1971, Kinski rencontre à nouveau le réalisateur Werner Herzog qui souhaite l'engager pour son film Aguirre, la colère de Dieu (1972). Cependant, Kinski craint que son retour au cinéma allemand soit interprété comme un « aveu d'échec ». En raison de ses problèmes financiers, il accepte finalement et obtient le rôle principal. Ce film, tourné dans des conditions extrêmes dans la forêt amazonienne, propulse Kinski sur la scène internationale. Son interprétation du conquistador Don Lope de Aguirre, obsédé et terrifiant, devient l'un de ses rôles les plus marquants et symbolise parfaitement son image d'anti-héros imprévisible. Vers la fin de la décennie, en 1979, Kinski retrouve Herzog pour deux autres films majeurs : Nosferatu, fantôme de la nuit et Woyzeck. Ces films renforcent sa stature d'acteur de genre unique et sa capacité à incarner des personnages complexes et souvent perturbés,,.
Werner Herzog décrit la collaboration avec Kinski comme très « changeante ». Dans le documentaire Ennemis intimes (Mein liebster Feind, 1999), il le décrit comme un acteur très travailleur, qui créait une atmosphère poussant tout le monde à un « professionnalisme sans condition ». Kinski avait également une « chaleur humaine » qui, cependant, « comme chez un ours sauvage [...] pouvait très vite basculer », se manifestant par des crises de rage, souvent dirigées contre Herzog.
En 1975, Kinski publie son autobiographie Ich bin so wild nach deinem Erdbeermund (litt. « Je suis si fana de ta bouche fraise »), traduite en français en 1976 sous le titre Crever pour vivre. Il y parle de son enfance misérable, de ses aventures crapuleuses, de ses passions, de ses haines, de ses folies, de son goût de la démesure et de ses préférences sexuelles pour les mineures. Il y exprime son dédain pour sa profession, affirmant qu'il aurait préféré être un prostitué plutôt que de vendre ses émotions. Sa famille est outrée par le contenu du livre, qui contribue à éloigner l'acteur de ses enfants : seul son fils cadet, Nikolai, assistera à ses funérailles en 1991.
Dans la deuxième moitié des années 1970, il s'installe à Paris, où il alternera projets singuliers et films commerciaux comme L'important c'est d'aimer (1974) d'Andrzej Żuławski, Nuit d'or (1976) de Serge Moati, Zoo zéro (1979) d'Alain Fleischer, ou La Chanson de Roland (1978) de Frank Cassenti.

### Dernières années
En 1982, Kinski et Herzog se retrouvent pour Fitzcarraldo, un film épique tourné dans des conditions tout aussi difficiles que Aguirre. Kinski y incarne Brian Sweeney Fitzgerald, un homme obsédé par l'idée de construire un opéra au cœur de l'Amazonie. Le tournage est notoire pour les tensions extrêmes entre l'acteur et le réalisateur, reflétant leur relation complexe et passionnée. Malgré les défis, le film est un succès critique et commercial, consolidant la légende de Kinski comme acteur capable de performances hors normes. Leur cinquième et dernière collaboration, Cobra Verde, sort en 1987. Kinski y joue un bandit brésilien devenu trafiquant d'esclaves. Ce film marque la fin d'une ère pour le duo, leur relation étant devenue insoutenable en raison des conflits incessants. En effet, Kinski, trop investi dans son propre film Kinski Paganini, aurait apporté une « atmosphère désagréable » sur le tournage. Herzog ne souhaite alors plus collaborer avec lui.

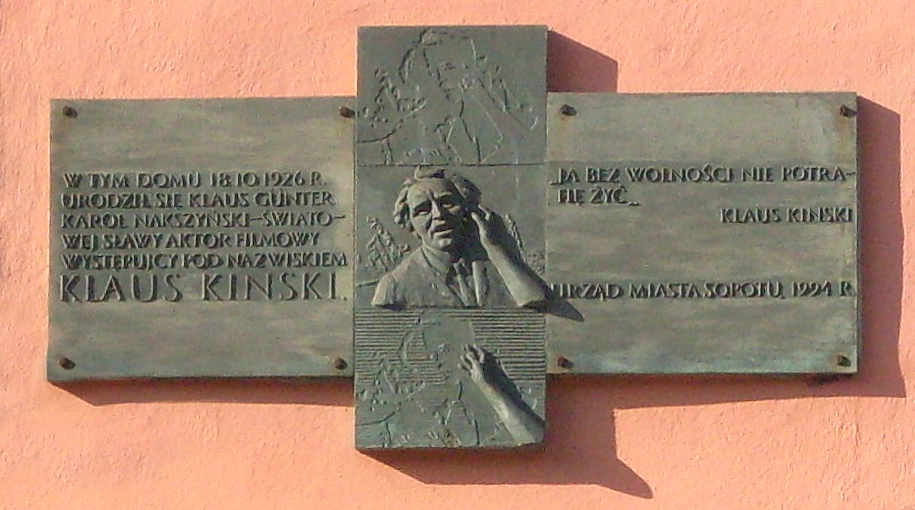
Plaque commémorative à Sopot, sa ville natale.

Outre ses films avec Herzog, Kinski continue de tourner dans une multitude de productions internationales, souvent des films d'horreur ou d'action à petit budget, comme Créature (1985) ou Fou à tuer (1986). Il a avoué avoir choisi d'autres films de sa carrière uniquement en fonction du cachet et de la durée du tournage et même refusé des offres de Steven Spielberg, d'Akira Kurosawa ou de Federico Fellini au motif que ces derniers ne lui proposaient pas assez d'argent. En 1989, il réalise et joue dans Kinski Paganini, son unique film en tant que réalisateur, un projet passionnel qui rencontre des difficultés de production et des critiques mitigées. Après avoir proposé le projet sans succès à divers producteurs et réalisateurs pendant des années, il avait finalement décidé de prendre en charge lui-même la réalisation, le scénario, le montage et le rôle principal. Il avait auparavant proposé le projet à Werner Herzog, qui l'avait refusé, jugeant le scénario « infilmable ». Après quelques projections en Europe à l'occasion de la mort de Kinski, le film sort finalement dans les cinémas à la fin des années 1990. La sortie officielle en Allemagne a lieu le 7 octobre 1999.
Sur le plan personnel, Kinski a une relation avec l'actrice italienne Debora Caprioglio, âgée de 19 ans alors que lui a plus de 60 ans. Leur liaison dure jusqu'en 1989.
Klaus Kinski meurt le 23 novembre 1991 à l'âge de 65 ans dans sa propriété de Lagunitas en Californie, des suites d'une insuffisance cardiaque. L'autopsie révèle que son cœur présentait des lésions cicatricielles, probablement à la suite de plusieurs infarctus du myocarde non traités. Les résultats préliminaires de l'autopsie suggèrent que M. Kinski « est apparemment décédé de causes naturelles dues à un problème cardiaque », a déclaré une porte-parole du bureau du coroner du comté de Marin. Conformément à ses souhaits, son corps est incinéré et ses cendres sont dispersées dans l'océan Pacifique près de San Francisco,.

## Vie privée
Klaus Kinski s'est marié à trois reprises. En 1951, il rencontre Gislinde Kühbeck lors du carnaval de Schwabing à Munich. Après la naissance de leur fille Pola, ils se marient en 1952, mais divorcent en 1955. De 1955 à 1960, il vit à Vienne. Il s'installe ensuite à Berlin où il rencontre Brigitte Ruth Tocki, une jeune femme de 20 ans qui se produit dans le club de jazz Eierschale (de). Ils se marient en 1960 et ont une fille, Nastassja Kinski, avant de divorcer en 1969. De 1964 à 1975, Kinski vit à Rome. Lors d'une fête dans sa villa sur la Via Appia en 1969, il rencontre Minhoï Geneviève Loanic, une étudiante vietnamienne en langues de 19 ans, qu'il épouse en 1971. De 1975 à 1980, il réside à Paris. Le 30 juillet 1976, naît son fils Nanhoï Nikolai. En février 1979, Klaus et Minhoï Kinski divorcent. Fin 1980, il déménage à Los Angeles, dans le quartier de Bel Air. En 1981, il achète un terrain à Lagunitas-Forest Knolls, dans le comté de Marin, où il fait construire une cabane en bois. De 1987 à 1989, il entretient une relation avec l'actrice italienne Debora Caprioglio, alors âgée de 19 ans. Il affirme également avoir été ami avec Robert Maxwell, décédé la même année que lui.
Ses trois enfants ont eux aussi choisi la profession d'acteurs :
- Pola Kinski (née en 1952),
- Nastassja Kinski (née en 1961) connue pour le film Tess de Roman Polanski (1979) ainsi que pour son rôle dans Paris, Texas de Wim Wenders (1984),
- Nikolai Kinski (né en 1976) qui a joué aux côtés de son père dans (ce qui sera) son dernier film, Kinski Paganini, en 1989, dans Klimt de Raoul Ruiz et avec Charlize Theron dans Aeon Flux (2005).

## Personnalité
Klaus Kinski avait un tempérament changeant, oscillant entre douceur et accès de rage terrifiants accompagnés d'injures en public. Il était souvent qualifié d'« enfant terrible ». Ses années de succès ont été marquées par des craintes hypocondriaques mais il souffrait en même temps de réels problèmes de santé : lors du tournage de Cobra Verde, il s'est effondré une fois, et plus tard en Amérique du Sud, il n'a pas pu tourner pendant plusieurs jours.
Dans le documentaire Ennemis intimes, le réalisateur Werner Herzog décrit la relation entre lui et Kinski, avec qui il a brièvement vécu dans la même pension durant sa jeunesse. Herzog rapporte que, d'une part, Kinski le méprisait et l'humiliait souvent avec des insultes lors des tournages. D'autre part, une force créative et artistique s'est développée dans leur relation, qui s'est transmise à leurs films communs : Aguirre, la colère de Dieu (1972), Nosferatu, fantôme de la nuit (1979), Woyzeck (1979), Fitzcarraldo (1982) et Cobra Verde (1987). Herzog décrit également Kinski comme un acteur extrêmement travailleur, qui répétait ses rôles pendant des jours, mais qui développait aussi des crises de colère (souvent sans raison), en particulier lorsqu'il avait l'impression de ne pas recevoir suffisamment d'attention. Lors de moments calmes, Kinski décrivait ses violentes explosions et ses scandales comme des tentatives désespérées d'attirer l'attention. Les conflits entre Herzog et Kinski ont été particulièrement intenses pendant le tournage de Cobra Verde. Kinski exigea le remplacement du directeur de la photographie Thomas Mauch. Herzog fit alors venir un cameraman tchèque au Ghana. La réalisation de Herzog fut également vivement critiquée par Kinski, si bien que ce dernier essaya de réaliser lui-même certaines scènes certains jours.
Kinski incarnait souvent des méchants et des psychopathes dans les films. En dehors des planches de théâtre ou des plateaux de tournage, il se comportait souvent de manière excentrique et agressive. Il attira l'attention, par exemple, dans l'émission-débat Je später der Abend (de) de la WDR en 1977, où il évita de répondre à de nombreuses questions du présentateur Reinhard Münchenhagen (de) et l'appela constamment « Monsieur Münchhausen ». Tout aussi légendaire fut la représentation berlinoise de sa polarisante mise en scène de Jesus Christus Erlöser (« Jésus-Christ Rédempteur »), où il insultait furieusement les spectateurs qui l'interrompaient, les traitant de « porc stupide » et de « racaille de merde ».
Dans une interview accordée au magazine Stern, Nikolai Kinski déclare cependant n'avoir jamais vu son père être agressif ou insultant dans sa vie privée : « Mon père était, dans la vie privée, la personne la plus douce que l'on puisse imaginer ».

## Abus sexuel
En 2013, avec la publication de son autobiographie Kindermund (« bouche d'enfant »), sa fille aînée, Pola Kinski, accuse son père de l'avoir violée de l'âge de 5 ans à 19 ans,.
La cadette Nastassja dénonce également un père tyrannique, terrifiant, qui a tenté d'abuser d'elle et lui a fait subir des attouchements, déclarant qu'elle avait une « peur terrible » des avances de son père lorsqu'elle était enfant, et qu'il « terrorisait toujours la famille ». Il ne la frappait pas, « mais l'insultait ignoblement ». Ce qu'elle a subi en tant qu'enfant de quatre à cinq ans était « plus » qu'une « étreinte affectueuse d'un père ». Kinski la « touchait toujours trop » et la « serrait très fort contre lui ». Elle ne le voyait pas comme un père : « Je ferais tout pour qu'il soit emprisonné à vie. Je suis heureuse qu'il ne soit plus en vie ».
Klaus Kinski lui-même avait décrit des expériences d'inceste avec sa mère, sa sœur et les abus de sa fille Nastassja dans son autobiographie de 1975, Ich bin so wild nach deinem Erdbeermund (Crever pour vivre). Les frères aînés de Kinski avaient alors nié que ses déclarations correspondaient à la vérité, l'accusant de fausses représentations concernant son enfance et sa jeunesse.
En été 1981, Kinski aurait confié à Werner Herzog, selon les entrées de son journal, qu'il méritait « vingt ans » de prison aux États-Unis pour ce qu'il avait fait à ses filles Pola et Nastassja. Il aurait également averti Herzog de se méfier, car il ne reculerait « devant rien ».

## Filmographie

### Années 1940
- 1948 : Morituri d'Eugen York : prisonnier néerlandais

### Années 1950
- 1950 : Cœur de pierre (Das kalte Herz) de Paul Verhoeven
- 1951 : Le Traître (Decision Before Dawn) d'Anatole Litvak : le soldat pleurnichard
- 1954 : La Peur (La paura) de Roberto Rossellini : artiste de cabaret
- 1955 : Sarajevo (Um Thron und Liebe) de Fritz Kortner : Cabrinovic
- 1955 : Louis II de Bavière (Ludwig II: Glanz und Ende eines Königs) d'Helmut Käutner : Prince Othon de Bavière
- 1955 : Des enfants, des mères et un général (Kinder, Mütter und ein General) de Laszlo Benedek : Lieutenant
- 1955 : Hanussen d'O. W. Fischer et Georg Marischka : Erik von Spazier alias "Mirko"
- 1956 : Waldwinter de Wolfgang Liebeneiner : Otto Hartwig
- 1956 : Geliebte Corinna de Eduard von Bosordy : Klaus Brockmann
- 1958 : Le Temps d'aimer et le temps de mourir (A Time to Love and a Time to Die) de Douglas Sirk : lieutenant de la Gestapo

### Années 1960
- 1960 : Le Vengeur défie Scotland Yard (Der Rächer) de Karl Anton : Lorenz Voss
- 1961 : Les Mystères de Londres (Die Toten Augen von London) d'Alfred Vohrer : Edgar Strauss
- 1961 : Le Narcisse jaune intrigue Scotland Yard (Das Geheimnis der gelben Narzissen) d'Ákos Ráthonyi : Peter Keene
- 1961 : Fric-frac rue Latour (Bankraub in der Rue Latour) de Curd Jürgens : Bex, Autor
- 1961 : L'Étrange Comtesse de Josef von Báky (Die seltsame Gräfin) : Bresset
- 1961 : Die Kurve (TV) : Anton
- 1962 : L'Orchidée rouge (Das Rätsel der roten Orchidee) de Helmut Ashley : Steve
- 1962 : Trahison sur commande (The Counterfeit Traitor) de George Seaton : Kindler
- 1962 : Der rote Rausch de Wolfgang Schleif : Martin
- 1962 : La Porte aux sept serrures (Die Tür mit den 7 Schlössern) d'Alfred Vohrer : Pheeny
- 1962 : Le Requin harponne Scotland Yard (Das Gasthaus an der Themse) d'Alfred Vohrer : Gregor Gubanow
- 1963 : Die Mondvögel (TV) : Valentin
- 1963 : L'Énigme du serpent noir (Der Zinker) d'Alfred Vohrer : Krischna
- 1963 : Interpol contre stupéfiants (Die schwarze Kobra) de Rudolf Zehetgruber : Koks-Charley
- 1963 : Le Crapaud masqué (Der Frosch mit der Maske) de Franz Josef Gottlieb : Thomas Fortuna
- 1963 : Das Indische Tuch d'Alfred Vohrer : Peter Ross
- 1963 : Le Dr. Mabuse contre Scotland Yard (Scotland Yard jagt Dr Mabuse) de Paul May : commissaire Joe Wright
- 1963 : Kali Yug, déesse de la vengeance (Kali Yug, la dea della vendetta) de Mario Camerini : Saddhu
- 1963 : Le Secret de la veuve noire (de) (Das Geheimnis der schwarzen Witwe) de Franz Josef Gottlieb : Boyd
- 1963 : Piccadilly minuit douze (de) (Piccadilly null Uhr zwölf) de Rudolf Zehetgruber : Whitey
- 1964 : La Chevauchée vers Santa Cruz (Der Letzte Ritt nach Santa Cruz) de Rolf Olsen : José
- 1964 : Toujours au-delà (Wartezimmer zum Jenseits) d'Alfred Vohrer : Shapiro
- 1964 : La Serrure aux treize secrets (Die Gruft mit dem Rätselschloß) de Franz Josef Gottlieb : George
- 1964 : Le Trésor des montagnes bleues (Winnetou - 2. Teil) de Harald Reinl : David 'Luke' Lucas
- 1964 : F.B.I. contre l'œillet chinois (Das Geheimnis der chinesischen Nelke) de Rudolf Zehetgruber : Speranzo
- 1964 : Das Verrätertor de Freddie Francis : Kane
- 1965 : Neues vom Hexer d'Alfred Vohrer : Edwards
- 1965 : Guerre secrète (The Dirty Game) de Terence Young, Carlo Lizzani et Christian-Jaque : un agent russe
- 1965 : L'Homme d'Istamboul (Estambul 65) d'Antonio Isasi Isasmendi : Schenck
- 1965 : Les Filles du plaisir (en) (The Pleasure Girls) de Gerry O'Hara : Nikko Stalmar
- 1965 : Et pour quelques dollars de plus (Per qualche dollaro in più) de Sergio Leone : Juan Wild, le bossu
- 1965 : Le Docteur Jivago (Doctor Zhivago) de David Lean : Kostoyed
- 1966 : Le Cirque de la peur (Circus of Fear) de John Llewellyn Moxey : Manfred Hart
- 1966 : Opération Marrakech (Our Man in Marrakesh) de Don Sharp : Jonquil
- 1966 : Le Carnaval des barbouzes (Gern hab’ ich die Frauen gekillt) d'Alberto Cardone, Louis Soulanes, Sheldon Reynolds et Robert Lynn, segment San Francisco : Gomez
- 1966 : Guet-apens à Téhéran (Das Geheimnis der gelben Mönche) de Manfred R. Köhler : Caporetti
- 1966 : El Chuncho (El Chuncho, quien sabe?) de Damiano Damiani : El Santo
- 1967 : La Main de l'épouvante (Die blaue Hand) d'Alfred Vohrer : Dave Emerson / Richard Emerson
- 1967 : Le Grand Départ vers la Lune (Rocket to the Moon) de Don Sharp
- 1967 : The Million Eyes of Sumuru (en) de Lindsay Shonteff : Président Boong
- 1967 : Five Golden Dragons de Jeremy Summers : Gert
- 1967 : Le Carnaval des truands (Ad ogni costo) de Giuliano Montaldo : Erich Weiss
- 1968 : Sigpress contre Scotland Yard (Sigpress contro Scotland Yard) de Guido Zurli : Pierluigi
- 1968 : Coplan sauve sa peau d'Yves Boisset : Theler
- 1968 : Chacun pour soi (Ognuno per se) de Giorgio Capitani : Brent le blond
- 1968 : Sartana (Se incontri Sartana prega per la tua morte) de Gianfranco Parolini : Morgan
- 1968 : L'Homme, l'orgueil et la vengeance (L'uomo, l'orgoglio, la vendetta) de Luigi Bazzoni : lieutenant Miguel Garcia
- 1968 : Casse au Vatican (A qualsiasi prezzo) d'Emilio P. Miraglia[79] : Clint Rogers
- 1968 : Le Bâtard (I bastardi) de Duccio Tessari : Adam
- 1968 : Le Grand Silence (Il grande silenzio) de Sergio Corbucci : Tigrero / Loco
- 1969 : Le Fossoyeur (Sono Sartana, il vostro becchino) de Giuliano Carnimeo : Hot Head
- 1969 : Cinq pour l'enfer (5 per l'inferno) de Gianfranco Parolini : colonel SS Hans Mueller
- 1969 : Justine ou les Infortunes de la vertu (Marquis de Sade's Justine) de Jesús Franco : Marquis De Sade
- 1969 : Deux fois traître (Due volte Giuda) de Nando Cicero : Dingus / Victor Barrett
- 1969 : Liz et Helen (A doppia faccia) de Riccardo Freda : John Alexander
- 1969 : La Loi des gangsters (La legge dei gangsters) de Siro Marcellini : Quintero
- 1969 : Deux salopards en enfer (Il dito nella piaga) de Tonino Ricci : caporal Brian Haskins / Norman Carr
- 1969 : Venus in Furs (Paroxismus) de Jesús Franco : Ahmed Kortobawi

### Années 1970
- 1970 : Wie kommt ein so reizendes Mädchen zu diesem Gewerbe? (de) de Will Tremper (de) : Juan José Ignatio Rodriguez de Calderon, 'Sam
- 1970 : Et le vent apporta la violence (E Dio disse a Caino) d'Antonio Margheriti : Gary Hamilton
- 1970 : Les Nuits de Dracula (Nachts, wenn Dracula erwacht) de Jesús Franco : R. M. Renfield
- 1970 : La Peau de Torpedo de Jean Delannoy : Pavel Richko / Torpédo I
- 1970 : Rendez-vous avec le déshonneur (Appuntamento col disonore) d'Adriano Bolzoni : Evagoras
- 1970 : Les Léopards de Churchill (I leopardi di Churchill) de Maurizio Pradeaux : Capitaine SS Holtz
- 1970 : Le Goût de la vengeance (La belva) de Mario Costa : Johnny Laster
- 1971 : L'Œil de l'araignée (L'occhio del ragno) de Roberto Bianchi Montero : Hans Fischer
- 1971 : Macho Callaghan se déchaîne (Giù la testa… hombre!) de Demofilo Fidani : Reverend Cotton
- 1971 : Nevada Kid (Per una bara piena di dollari) de Demofilo Fidani : Hagen
- 1971 : On m'appelle King (Lo chiamavano King) de Giancarlo Romitelli : Brian Foster
- 1971 : La Clinique sanglante (La bestia uccide a sangue freddo) de Fernando Di Leo : Dr Francis Clay
- 1971 : Priez les morts, tuez les vivants (Prega il morto e ammazza il vivo) de Giuseppe Vari : Dan Hogan
- 1971 : La vengeance est un plat qui se mange froid (La vendetta è un piatto che si serve freddo) de Pasquale Squitieri : Prescott
- 1971 : Les Fantômes de Hurlevent (Nella stretta morsa del ragno) d'Antonio Margheriti : Edgar Allan Poe
- 1971 : La Vengeance de Dieu (Il venditore di morte) d'Enzo Gicca Palli : Chester Conway
- 1971 : Black Killer de Carlo Croccolo : James Webb, the lawyer
- 1972 : Mon nom est Shangaï Joe (Il mio nome è Shangai Joe) de Mario Caiano : Scalper Jack
- 1972 : Clint, une corde pour te pendre (Il ritorno di Clint il solitario) d'Alfonso Balcázar : Scott
- 1972 : Aguirre, la colère de Dieu (Aguirre, der Zorn Gottes) de Werner Herzog : Don Lope de Aguirre
- 1973 : L'Enfer des héros (Eroi all'inferno) de Joe D’Amato : Gen. Kaufmann
- 1973 : La Fureur d'un flic (La mano spietata della legge) de Mario Gariazzo : Vito Quattroni
- 1973 : La mort a souri à l'assassin (La morte ha sorriso all'assassino) de Joe D'Amato : Dr Sturges
- 1973 : Révélations d'un psychiatre sur le monde du sexe (it) (Rivelazioni di uno psichiatra sul mondo perverso del sesso) de Renato Polselli
- 1974 : Chi ha rubato il tesoro dello scia? de Guido Leoni
- 1974 : La mano che nutre la morte de Sergio Garrone : Prof. Nijinski
- 1974 : Le amanti del mostro de Sergio Garrone : Dr Alex Nijinski
- 1975 : Le orme de Luigi Bazzoni : Blackmann
- 1975 : L'important c'est d'aimer d'Andrzej Żuławski : Karl-Heinz Zimmer
- 1975 : Che botte ragazzi! d'Adalberto Albertini : Pat Barnes
- 1975 : Un génie, deux associés, une cloche (Un genio, due compari, un pollo) de Damiano Damiani : Doc Foster
- 1975 : Le Filet (de) (Das Netz) de Manfred Purzer : Emilio Bossi
- 1975 : Les Marches du palais de Frédéric Aubert (inédit)
- 1976 : Jack l'Éventreur (Der Dirnenmörder von London) de Jesús Franco : Dr Dennis Orloff / Jack l'éventreur
- 1976 : Le Secret de la vie (Lifespan) d'Alexander Whitelaw : Nicholas Ulrich
- 1976 : Nuit d'or de Serge Moati : Michel Fournier
- 1977 : Opération Thunderbolt (Mivtsa Yonatan) de Menahem Golan : Wilfried Boese
- 1977 : Madame Claude de Just Jaeckin : Alexander Zakis
- 1977 : Mort d'un pourri de Georges Lautner : Nicolas Tomski
- 1978 : La Chanson de Roland de Frank Cassenti : Roland / Klaus
- 1979 : The Buddy Holly Story de Steve Rash
- 1979 : Nosferatu, fantôme de la nuit (Nosferatu: Phantom der Nacht) de Werner Herzog : Comte Dracula
- 1979 : Zoo zéro d'Alain Fleischer : Yavé, le directeur du zoo
- 1979 : Woyzeck de Werner Herzog : Friedrich Johann Franz Woyzeck

### Années 1980
- 1980 : Haine de Dominique Goult : le motard
- 1980 : La Femme enfant de Raphaële Billetdoux : Marcel
- 1980 : Schizoid (Murder by mail) de David Paulsen : Pieter Fales
- 1981 : Les Fruits de la passion de Shuji Terayama : Sir Stephen
- 1981 : Venin (Venom) de Piers Haggard : Jacques Müller (Jacmel)
- 1981 : Victor la gaffe (Buddy Buddy) de Billy Wilder : Dr Hugo Zuckerbrot
- 1982 : Les Armes du pouvoir (Love and Money) de James Toback : Frederic Stockheinz
- 1982 : Fitzcarraldo de Werner Herzog : Brian Sweeney Fitzgerald - 'Fitzcarraldo'
- 1982 : Burden of Dreams documentaire de Les Blank : lui-même
- 1982 : Le Soldat (The Soldier) de James Glickenhaus : Dracha
- 1982 : Androïde (Androïd) d'Aaron Lipstadt : Dr Daniel
- 1983 : Faerie Tale Theatre (segment : Beauty and the beast) de Roger Vadim (TV) : la bête
- 1984 : The Secret Diary of Sigmund Freud de Danford B. Greene : Dr Max Bauer
- 1984 : La Petite Fille au tambour (The Little Drummer Girl) de George Roy Hill : Martin Kurtz
- 1984 : Nom de code : Oies sauvages (Geheimcode: Wildgänse) d'Antonio Margheriti : Charlton
- 1985 : À la poursuite de la pierre sacrée (Revenge of the Stolen Stars) d'Ulli Lommel : Donald McBride
- 1985 : Créature (Creature) de William Malone : Hans Rudy Hofner
- 1985 : Commando Léopard (Kommando Leopard) d'Antonio Margheriti : Silveira
- 1985 : Le Chevalier du dragon (El caballero del dragón) de Fernando Colomo : Boecius
- 1986 : Fou à tuer (Crawlspace) de David Schmoeller : Dr Karl Gunther
- 1987 : Tueur du futur (Timestalkers) (TV) : Dr Joseph Cole
- 1987 : Cobra Verde de Werner Herzog : Francisco Manoel da Silva aka Cobra Verde
- 1988 : Nosferatu à Venise (Nosferatu a Venezia) d'Augusto Caminito : Nosferatu
- 1988 : Grandi cacciatori (White hunter) d'Augusto Caminito : Klaus Naginsky
- 1989 : Kinski Paganini (Paganini) de Klaus Kinski : Niccolò Paganini

## Publications
- Crever pour vivre, Klaus Kinski, éditions Belfond, 1976 ; Livre de Poche, 1982. Autobiographie[80]. Ressortie en version remaniée J'ai besoin d'amour, Klaus Kinski, éditions Michel Lafon, Paris, 1990

## Hommages
- Le photographe français Bruno de Monès a réalisé un portrait de l'acteur en 1977.
- Le groupe espagnol de shoegaze/pop/indie Klaus & Kinski porte son nom.

## Voix françaises
Bien qu'il fût francophone, Klaus Kinski fut tout de même doublé à cause de son accent, notamment dans des rôles non germaniques.
| - René Bériard dans : - El Chuncho - L'Homme, l'Orgueil et la Vengeance - Casse au Vatican - Et le vent apporta la violence - Black Killer - Fou à tuer - Edmond Bernard dans : - On m'appelle King - Aguirre, la colère de Dieu - Venin - Fitzcarraldo - Tueur du futur - Jacques Thébault dans : - Le Docteur Jivago - Chacun pour soi - La Clinique sanglante - Priez les morts, tuez les vivants - Marc De Georgi dans : - Macho Callaghan se déchaîne - Un génie, deux associés, une cloche - Opération Thunderbolt - Androïde | - Serge Sauvion dans : - Kali Yug, déesse de la vengeance - Le Mystère du temple hindou - Et pour quelques dollars de plus - Claude Mercutio dans : - Le Narcisse jaune intrigue Scotland Yard - Piccadilly minuit douze - L'Œil de l'araignée - Roger Rudel dans : - Le Carnaval des truands - Nom de code : Oies sauvages et aussi : - Pierre Garin dans Le Trésor des montagnes bleues - Yves Furet dans Opération Marrakech - Pierre Trabaud dans Le Carnaval des barbouzes - Michel Le Royer dans Le Grand Silence - Michel Bardinet dans La vengeance est un plat qui se mange froid - Michel Duchaussoy dans L'important c'est d'aimer - Lui-même dans Nosferatu, fantôme de la nuit |